# Souffle (Beckett)
Pour les articles homonymes, voir Souffle (homonymie) et Breath (homonymie).
Souffle (titre original anglais : Breath) est une courte pièce de Samuel Beckett. 
Une version modifiée est d'abord incluse dans la revue de Kenneth Tynan, Oh! Calcutta!, à l'Eden Theatre, New York, le 16 juin 1969. La première au Royaume-Uni a lieu au Close Theatre Club de Glasgow en octobre 1969 ; c'est la première représentation du texte original. La seconde représentation, et la première anglaise, est au bénéfice de l'Oxford Playhouse  le 8 mars 1970. La première publication exacte a lieu dans Gambit 4.16 (1969): 5–9 avec un fac-similé du manuscrit.

## Argument
Même pour Beckett, dont les pièces suivantes sont souvent très courtes, Souffle est une œuvre très laconique. 
Selon les indications de Beckett contenues dans le script, la pièce doit durer 35 secondes. Elle consiste en un enregistrement d'un vagissement très court (« an instant of recorded vagitus »), suivi de l'enregistrement amplifié d'une personne inhalant et exhalant lentement, accompagné d'une augmentation et d'une diminution de l'intensité de la lumière. La pièce se termine ensuite sur un second cri identique. 
Personne n'est sur scène mais Beckett précise qu'elle doit être jonchée de divers détritus (« littered with miscellaneous rubbish ») — il précise cependant qu'aucun détritus ne doit être vertical (« no verticals »), ils doivent tous être dispersés à plat (« all scattered and lying »).

## Histoire de la pièce
Tynan avait demandé à Beckett d'écrire un bref sketch pour une revue érotique et Beckett accepte lorsqu'il apprend qu'Edna O'Brien, Jules Feiffer, Leonard Melfi, John Lennon et Tynan lui-même allaient participer. Toutes les contributions devaient être anonymes sur le programme pour qu'aucun contributeur ne puisse être identifié. Beckett envoie le script de la pièce sur une carte postale à Tynan. 
Lors de la première représentation, la mise en scène est modifiée par Tynan qui ajoute des corps nus aux détritus pour que la pièce colle plus à l'érotisme de la revue, les corps faisant passer les sons de la pièce pour les bruits de rapports sexuels. Dans une de ses seules démonstrations publiques de colère, Beckett traite Tynan de menteur et de tricheur, le menaçant d'envoyer une mise en demeure de ses avocats pour déclarer que cette parodie n'est pas de son fait. Finalement Beckett décide que l'incident ne vaut pas la peine d'aller plus loin.
85 millions de personnes ont vu 1 314 représentations faisant de cette pièce la plus vue de Beckett.
John Calder revendique que Tynan a commandé cette pièce mais Ruby Cohn le contredit en affirmant que Beckett lui a récité la pièce plusieurs années auparavant et que Calder a publié une copie conforme mais pas l'original que Beckett avait écrit sur une nappe en papier dans un café.

### Beckett on Film
Dans la version filmée dirigée par Damien Hirst dans le cadre du projet Beckett on Film, les débris sont constitués de déchets médicaux et hospitaliers.

## Sources
- (en) Cet article est partiellement ou en totalité issu de l’article de Wikipédia en anglais intitulé « Breath (play) » (voir la liste des auteurs).